# Острув (гміна Грабиця)
Острув (пол. Ostrów) — село в Польщі, у гміні Грабиця Пйотрковського повіту Лодзинського воєводства.
Населення — 203 особи (2011).
У 1975-1998 роках село належало до Пйотрковського воєводства.

## Демографія
Демографічна структура станом на 31 березня 2011 року:
|          | Загалом | Допрацездатний вік | Працездатний вік | Постпрацездатний вік |
| -------- | ------- | ------------------ | ---------------- | -------------------- |
| Чоловіки | 107     | 24                 | 73               | 10                   |
| Жінки    | 96      | 20                 | 51               | 25                   |
| Разом    | 203     | 44                 | 124              | 35                   |